# Parachernes rasilis
Parachernes rasilis är en spindeldjursart som beskrevs av William B. Muchmore och Alteri 1974. Parachernes rasilis ingår i släktet Parachernes och familjen blindklokrypare. Inga underarter finns listade i Catalogue of Life.